# 北海道南西沖地震
北海道南西沖地震（ほっかいどうなんせいおきじしん）は、日本標準時1993年（平成5年）7月12日22時17分に、北海道奥尻郡奥尻町北方沖の日本海海底で発生した内陸地殻内地震である。マグニチュードは7.8（Mw7.7）で、日本海側で発生した地震としては近代以降最大規模。震央に近い奥尻島の揺れは震度6（烈震）であったと推定され、奥尻島を中心に火災や津波で死者202人、行方不明者28人の大きな被害を出した（このため、奥尻島地震とも呼ばれる）。また、震央の対岸にあたるロシアでも行方不明者3人の被害を出した。
奥尻島の震度が推定になっている理由は、当時の奥尻島に地震計が設置されていなかったためである。1年半ほど後の1995年1月17日に発生した兵庫県南部地震（阪神・淡路大震災）は都市部の建築物や土木構造物の倒壊や火災による被害が顕著であったのに対し、本地震は津波による被害が特徴的であった。

## 地震学的概要
震源は北緯42度46.9分 東経139度10.8分 / 北緯42.7817度 東経139.1800度、深さ35kmであり、ユーラシアプレートと北アメリカプレートのプレート境界のサハリンから新潟沖へとつながる日本海東縁変動帯にある奥尻海嶺直下で発生した。気象庁発表のマグニチュード (M) は7.8、モーメント・マグニチュード (Mw) は7.7。震源断層の一部は奥尻海嶺の東端に露出したと考えられているが、この地震の原因となった活断層は未確認である。

### メカニズム
複数の研究機関によりさまざまな解析が行われた。
- 断層モデル：「東西方向に水平な圧縮軸を持つ逆断層」とする説のほか「破壊域の北端点では東傾斜、残りの北半分は緩やかな西傾斜、南半分は西傾斜[3]」の説もある。
- 破壊開始点(震源)：東経139.183°、北緯42.780°、深さ20 km 破壊伝播速度は3.2 km/s
- 断層の長さ：120 km。余震域は南北に 150 km。

2 - 3つのアスペリティの破壊により生じた地震と解析されている。最初の破壊から20秒後南側の領域で次の破壊がおき、その10秒後に別の領域が破壊された、全体の破壊継続時間は40秒である。

### 地殻変動
直後の調査で全体として奥尻島は沈降した、沈降量は北側で約30 cm、南側で60 cmから70 cmであった。しかし、島には海岸段丘が発達しており12.5万年前から0.9 m/1000年で隆起しているとされるが、どのような活動により隆起したのかは不明である。地震から20年後の2013年に行われた調査では、北海岸は僅かに沈降、東海岸では10 cm未満の沈降が継続、西海岸で4 cmから8 cmの隆起とされ、依然海岸段丘から読み取れる隆起活動には転じていない。

### 前兆活動
特異的な地殻変動や前震は観測されず、地震予知は行えていない。後日の解析により、1992年ごろより今回の震央付近の活動が活発化していることがわかった。また、1984年3月18日から5月10日にかけて奥尻島で最大M4.1を観測した群発地震が発生していたが、1988年ごろまでは静かな状態が続いていた。

### 余震
- 7月20日 M5.1、8月8日 M6.5

## 津波
震源域が島のすぐ近くであったため、地震発生から数分で奥尻島に巨大津波が到達したことが、この地震の特徴となっている。また、地震発生の4分から5分後に、奥尻島の対岸にある北海道南西岸の瀬棚町や大成町（いずれも現・せたな町）に到達した。尚地震発生が夜間であったため、襲来する津波を撮影した写真や映像は見いだされていない。
高い遡上高の津波を発生させた原因は、藻内西方沖約15 kmで発生した海底地すべりと推定されている。また本地震による津波は、発震から約1時間後に能登半島、約3時間後に九州北部沿岸へ到達した。
主な遡上高
遡上高は、震源からの津波の直撃を受けた島の西側で特に高く、藻内地区で最大遡上高31.7 mを記録した。なお、調査によっては30.6 m。
奥尻島の各地区における津波の高さ（波高）は、稲穂地区で8.5 m、奥尻地区で3.5 m、初松前地区で16.8 mに達した。津軽海峡で最も高い津波を観測した地点は、大間港(1.0 m)。

## 各地の震度
震度3以上を観測した地点は以下の通り。
| 震度 | 都道府県 | 観測所                         |
| ---- | -------- | ------------------------------ |
| 5    | 北海道   | 江差・小樽・寿都               |
| 5    | 青森県   | 深浦                           |
| 4    | 北海道   | 函館・倶知安・室蘭・苫小牧     |
| 4    | 青森県   | 青森・むつ                     |
| 3    | 北海道   | 札幌・岩見沢・羽幌・留萌・帯広 |
| 3    | 青森県   | 八戸                           |
| 3    | 秋田県   | 秋田                           |

奥尻島では現在の震度階級で震度6弱〜6強相当の揺れに見舞われた地域もあったとされる。

## 報道態勢

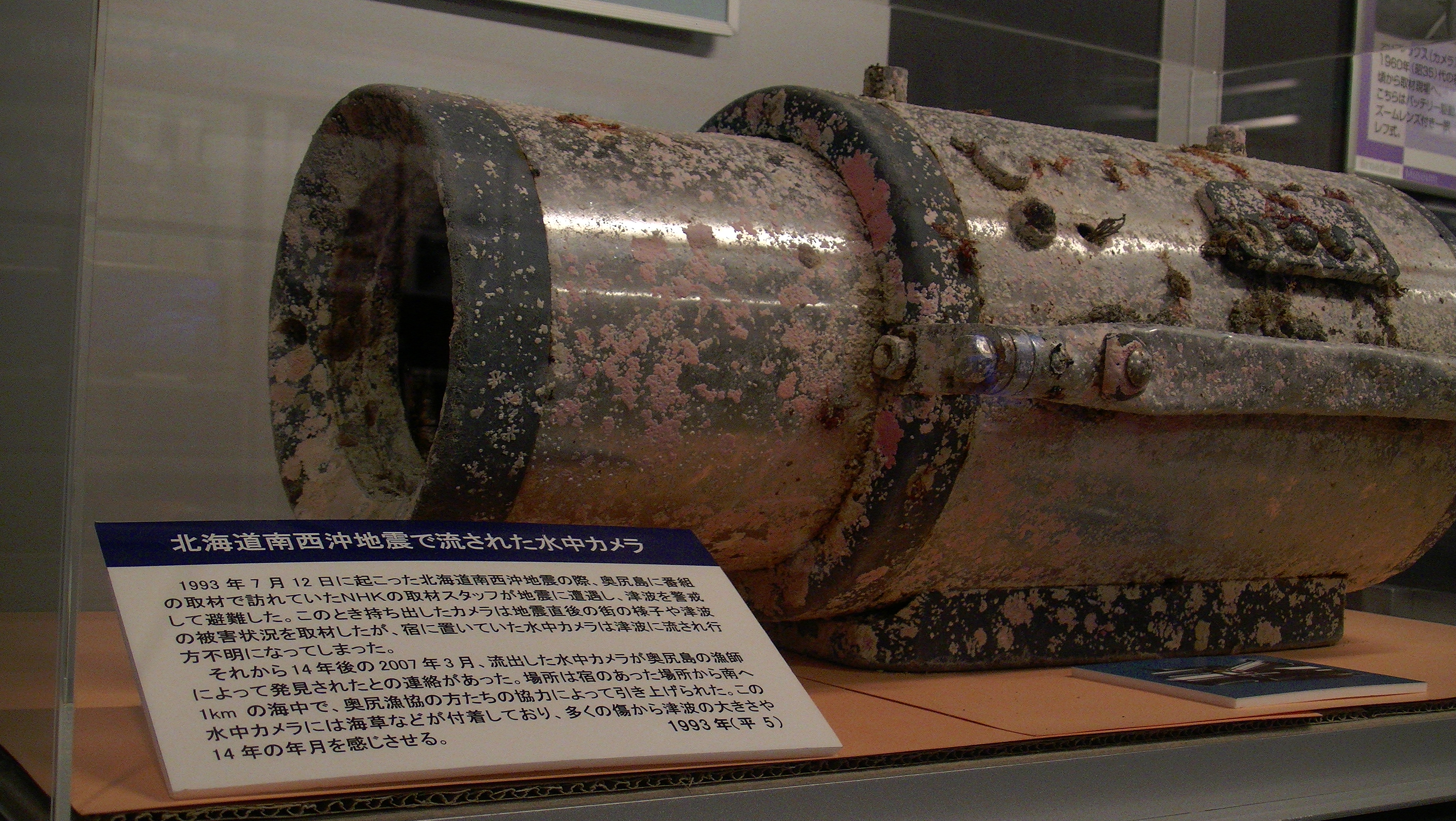
北海道南西沖地震で流されたNHKの水中カメラハウジング

気象庁とNHKでは、地震を受け直ちに震源と津波情報の発信を急いだ。その結果、地震発生から5分後の午後10時22分に、気象庁は北海道日本海沿岸と奥尻島を含む北海道西方四島全域に津波警報（大津波）、北海道太平洋側に津波警報、オホーツク海沿岸に津波注意報を発表し、午後10時25分には、東北地方の日本海沿岸（青森県の陸奥湾含む）に津波警報（大津波）、東北地方の太平洋沿岸に津波警報を発表した。
NHKでは津波警報発表を受け、地震発生から7分後の午後10時24分47秒に1回目の緊急警報放送を実施した。なお、北海道・東北地方以外でも、津波警報は翌13日午前0時12分に新潟県から福井県の沿岸に、津波注意報は12日午後10時31分には新潟県から石川県輪島の沿岸に、午後11時24分には鳥取県から島根県の沿岸、午後11時25分には石川県輪島から福井県の沿岸、午後11時41分には、山口県日本海沿岸から九州西岸（有明海・八代海と壱岐・対馬含む）に津波注意報が発表された。先述の通り、13日午前0時12分には新潟県から福井県の沿岸の津波注意報が津波警報に切り替えられた。これを受け、NHK以外の民放局でも青森放送、北陸朝日放送、福井テレビが緊急警報放送を実施した。
1983年（昭和58年）の日本海中部地震では、地震発生から津波警報発表まで14分、津波警報の報道までに19分を要した。それと比較すれば、この地震の報道は、かなり迅速化が図られたといえる。ところが、震源に最も近かった奥尻島には地震発生から5分と経たないうちに大津波が押し寄せ、下述のように多くの犠牲者を出してしまった。日本海中部地震の時の半分に満たない時間で報道できたにもかかわらず、奥尻島の住民には津波警報が間に合わなかったことになる。
第40回衆議院議員総選挙が近かったため、政見放送を放送していた地域が多く、全国ニュースの切り替えには時間がかかったという。背景には、政見放送を中断することが公職選挙法に抵触する可能性があったためと言われている。
報道は災害当初、北海道本島側にある明治期より古くから測候所のあった寿都町より電話にて状況報告が行われていた。災害当時NHKの教育番組制作のためのスタッフが奥尻島青苗地区に滞在中であった。スタッフはカメラ一台とテープだけを持って高台に避難した。避難に際しワゴン車の後部ドアを開いた後方に向けて撮影を続けた素材が存在するが、徒歩避難で力尽きた老人数名を置き去りにした様子が写っていたため、地震翌日に一度放送されただけで非公開となった。その後函館局と電話がつながり、取材班のディレクターが電話リポートを行った。翌朝、札幌局がヘリコプターにて最小限の中継機材を運びこみその機材で翌朝実況生中継が行われた。
民放でも一部番組を変更して報道したが、北海道放送（HBC）が地震発生当初、半年前の釧路沖地震を思い出したのか、当時の報道部社員が「釧路、釧路、釧路!」と絶叫し、釧路放送局の関係者に連絡しようとしていた。

## 被害状況
奥尻島には当時地震計が設置されておらず、災害当初は対岸の北海道本島にあり古くから測候所のある寿都町の情報が報道されたが、寿都町は地盤がよいため震度4程度が報道された。しかし奥尻島の災害がわかるにつれて最終的に人的被害は、死者202人（青森の1人含む）、行方不明者28人、負傷者323人。家屋被害は、全壊601棟、半壊408棟、一部損壊5,490棟、焼失192棟、浸水455棟、その他735棟に及んだ。さらに、道路の損壊630箇所、港湾・漁港の被害80箇所、船舶被害1,729隻を出した。なお、道南の大成町（現せたな町）では、地震によるショックで52歳の男性が、病院へ搬送中に死亡している。
| 地域                      | 死亡 | 行方不明 | 重傷      | 住宅全壊 | 半壊 | 一部損壊 | 床上浸水 | 床下浸水 |
| ------------------------- | ---- | -------- | --------- | -------- | ---- | -------- | -------- | -------- |
| 奥尻町                    | 175  | 27       | 48        | 426      | 55   | 345      | 48       | 19       |
| ほか                      | 26   | 2        | 18        | 164      | 292  | 3119     | 163      | 117      |
| 計                        | 201  | 29       | 66        | 590      | 347  | 3464     | 211      | 136      |
| 自治省消防庁1994/6/20資料 | 202  | 28       | 負傷：323 | 601      | 408  | 5490     | 221      | 234      |

集計年、機関により差違が見られる。

### 揺れによる被害
島の東部にある奥尻地区では、地震直後に崖崩れが発生、直下にあったホテル洋々荘・森川食堂などが土砂により倒壊し、宿泊客と従業員41名のうち、28名が死亡した。その他数か所で崖崩れが発生し、道道奥尻島線などが一時通行不能となった。フェリーターミナルの方を迂回するしか方法はなかった。
震度計が設置されていなかったことなどから、正式な震度については発表されていない。そのため、推定最大震度は6（北海道本土では最大で5を観測）となった。ただし、青苗地区のみを対象とした実地検分（気象庁職員が実際に現地を視察し、震度5・6を観測した地点で、家屋倒壊が一定の基準を満たすかどうかについての検査）を行えば、震度7となっていた可能性が高い。

### 津波による被害
津波での死者・行方不明者は、奥尻島で島の人口の4 %にあたる198人、北海道本島の島牧村や北檜山町・瀬棚町・大成町（いずれも現在のせたな町）などでも死者を出した。また、北海道利尻町から山口県および対馬の広い範囲に津波が押し寄せ、中国地方でも高いところで2 - 4 mの津波があり、船舶や港湾施設に被害があった。
第1波は地震発生後2 - 3分で奥尻島西部に到達し、5 - 7分後には藻内地区のホヤ石水力発電所に到達した。北海道本土側の茂津多岬付近では第1波が地震発生後約5分で到達している。奥尻島西部では第一波到達の10分後に最大波となる第二波（島を回折した津波）が到達した。
津波の被害を最も大きく受けたのは、奥尻島南部の青苗地区である。三方を海に囲まれたこの地区は、震源より直接到達した津波が、市街地でも高さ6.7 mに達したほか、島を回折した波、北海道本土で反射した波と、複数方向から繰り返し津波の襲来を受け、事実上壊滅状態になった。地区の人口1,401人、世帯数504に対し、死者・行方不明者109人、負傷者129人、家屋全壊400棟という被害を出した。このほか、藻内・松江など奥尻島の南半の各地区と、北端の岬にある稲穂地区でも、津波で死者が出ている。
奥尻島は1983年（昭和58年）の日本海中部地震で津波被害を受けており、このときの到達は、地震発生から17分後であった。この経験から徒歩で迅速に避難し助かった人も多くいたが、逆に津波到達までは時間があると判断し、自動車で避難しようとして渋滞中に、また自動車で避難中に避難路の選択を誤ったり、あるいは避難前に用を済ませようとするうちに、津波に飲まれた人も少なくなかった。
自動車による避難は、奥尻町役場付近で鉢合わせして、一時的に渋滞を引き起こし、運転手たちの自主交通整理により、ようやく渋滞解消したこともわかっている。この車両列の鉢合わせ原因として、山側の住民は土砂崩れを警戒し海岸方向へ避難し、逆に海岸住民は津波を警戒し、山側へと進路を取ったことが原因となっていた。
その一方、海岸付近に立てられた鉄筋コンクリート2 - 3階建ての住宅が、一家の命を救ったという事例が存在する。
青苗1 - 2区に到達した津波は、10 m近い高さだった一方で地震発生から17 - 18分後であり、より早く津波が到達した青苗5区と比較して、避難時間の余裕があったことも報告されている。

### 火災による被害
この地震では、津波火災も発生した。青苗地区では、津波襲来直後に9件の火災が発生し、北東からの風速10 m近い風にあおられ、瞬く間に燃え広がった。出火原因は分かっていないが、奥尻消防署の調べによると、午後10時40分ごろ、青苗北部の旅館がある一角から出火。さらに、午前0時30分ごろにも漁業協同組合の倉庫や食堂が多くあるあたりから出火したという。
延焼が進むにつれ、プロパンガスのボンベや暖房用の燃料タンクが爆発を繰り返した。さらに、津波による漂流物が消火活動を阻み、手のつけられない状態となった。そのため、消防団は破壊消火を実施し、延焼の拡大を食い止めた。その結果、青苗1区の17棟だけは焼失を免れた。それ以外は火災により焼失したか、津波により流出している。
鎮火に至ったのは、最初の出火から約11時間後で、延焼面積は約5 ha、焼失は192棟に及んだ。火災を直接の原因とする死者はなかった。

## 災害対応
奥尻町
地震発生22時17分のわずか3分後、22時20分に奥尻町役場の防災担当職員は防災無線を使用し奥尻町全地区住民に対し「津波の恐れ有り、避難せよ」と放送した。更に1分後の22時21分には奥尻消防署本署も司令車を出動させ奥尻地区にて津波警戒を呼びかける広報を行った。これらの広報活動は上層組織の指示ではなくそれぞれが独自判断で行ったものである。
住民の自主避難行動
地震発生時に住民の88.7 %は自宅におり、その半数が地震発生直後に迅速に自主的に高台避難したこともわかっており、これは日本海中部地震の経験が活かされたものと推測されている。また、奥尻町においては住民の約8割が緊急的に自主避難し、うち23 %は地震の最中に既に避難を開始したことも判明している。自主避難者らの平均避難時間は地震の5.3分後で、地震発生時刻が深夜だったことを考慮すると極めて短時間で避難開始が行われたことが分かる。
住民の第一次避難行動は住宅損壊により戸や扉が開閉せず自宅に閉じ込められた状態からの脱出行動だったが、その状況においてすらガスの元栓を締める、平常時から緊急書類等を枕元に常備し家屋脱出時にそれらを携行するといった冷静な行動が見られた。その一方でこれらの冷静な行動には地域差があり、特に旧青苗5区の住民は避難時に何も持ち出せなかった者が多く、自宅脱出時に時間的余裕がなかったことが窺えた。
海岸線に特に近い住宅に在住していた住民の中には裸足で避難した者、パンツ一枚、入浴直後でバスタオル一枚で避難した者などもおり、いずれも生還している。
札幌市消防局
北海道広域消防相互応援協定に基づき札幌市消防局から消防ヘリコプター1機・車両3台・人員延べ165人、函館市消防本部から車両5台・人員延べ184人が派遣された。さらに八雲町消防本部、渡島西部広域事務組合消防本部、南渡島消防事務組合消防本部、渡島東部消防事務組合消防本部、森町消防本部、長万部町消防本部、苫小牧市消防本部、胆振東部消防組合消防本部、小樽市消防本部、旭川市消防本部、釧路市消防本部、帯広市消防本部、北見地区消防組合等からも応援派遣され奥尻島等で捜索・救助活動に従事した。
消防庁
この災害を受けて北海道は自治省消防庁（現在の総務省消防庁）に対して応援を要請し東京消防庁の航空隊・特別救助隊・水難救助隊から人員延べ184人、消防ヘリコプター3機と車両3台が奥尻島に派遣され捜索・救助に当たった。
海上保安庁
奥尻島の被災映像を最初に伝えたのは、海上保安庁函館航空基地のヘリコプターである。地震発生翌日午前0時ごろ、第一管区海上保安本部に設置された対策本部から函館航空基地に対して、奥尻島への飛行が指示された。運用時間を過ぎていた函館空港は管制を再開したものの、当時の道南は曇りであり容易な夜間飛行ではなかったが、江差から日本海へ抜けたところで雲が切れ、そのまま奥尻島へ向かうこととなった。
警察
当時奥尻島には駐在所3か所があったが、警察学校入校中と入院中のため青苗駐在所の一人の警察官しかいなかった。地震当日一般加入電話・警察専用電話も不通となったため、警察官は夏季のみ配置されていた警察無線機（通常は無線不感地帯のため配置なし）を持ってミニパトカーで山に登り、無線機で必死に江差警察署と連絡を取り、「青苗地区壊滅負傷者多数緊急救援頼む」と連絡し、その報告を受けた北海道警察本部長は、通常夜間飛行しない警察航空隊に対して「直ちに発進、奥尻に向かえ」と指示した。しかし現地到着するも停電のため奥尻空港に着陸できず、上空から火災状況等を報告した。
航空自衛隊
奥尻島に所在する航空自衛隊奥尻島分屯基地は、地震発生直後ただちに近傍災害派遣を発令し、崩壊したホテルでの救出活動や青苗地区での消火・救助活動に従事すると共に、負傷者に対しての医療支援・食料提供等を実施した。また函館駐屯部隊や第11飛行隊および航空自衛隊八雲分屯基地は災害派遣命令発令前に名目上は訓練という形で自主的に活動を開始した（正式な派遣命令発令後は災害派遣に切り替え）。
フェリー定期便
地震当日、奥尻港に停泊していた東日本海フェリー（現ハートランドフェリー）所属の定期フェリー『ニューひやま』は、大津波の最中脱出に成功している。伴船長が日本海中部地震を秋田港でイカ釣り漁船に乗っていた時に経験していたことや、地震を感じた直後、船員全員が船に乗船していたこともあって、「総員緊急配置、エンジン始動、直ちに出港」を指示し、もやい綱すべてをナタで叩き切り脱出した。
防波堤を超えた所で第1波と遭遇したが、何とか突破し沖に逃れ第一管区海上保安本部（小樽）に船舶電話にて「奥尻島に大津波襲来被害多数、至急救援求む」と連絡、これが奥尻島被災の第一報となった。このときの津波によりニューひやまは、スクリュープロペラを損傷し、その後の救援活動には参加していない。また、奥尻島および江差にあった支店事務所は、倉庫・車両が津波で海へ流出したほか、社員も津波で流されたが、生還している。

## 復興
津波により直接・間接的に被害を受けた施設、住宅、生活基盤等の復興の他、将来の災害を見越した各種防災設備が構築された。復興に投入された費用は約927億円にのぼる。なお、災害後に190億円を超える災害義援金が集まり、災害復興、災害対策、各種見舞金等に充てられた（檜山広域行政組合ウェブページより）。
また、東日本海フェリー所属の「第五ひやま」が救援物資をピストン輸送した。
新たに作られた主な施設に以下の施設がある。
- 防潮堤 - 総延長約14 km、高さは最も高い場所で約11メートル。総工費約350億円。
- 人工地盤 望海橋 - 漁港に設けられた、津波発生時の一時避難を目的とした橋状の構造物。総工費約26億2千万円。
- 避難路 - 津波の際に住民が迅速に高台へ避難するためのスロープ。ドーム形式のものもある。
- 奥尻島津波館 - 大津波の痛ましい記憶を後世に伝えるための津波記念館。総工費約11億5千万円。
- 慰霊碑「時空翔」。
- 町立青苗小学校 - 津波対策のため1階部分が空洞になっている（ピロティ構造）。
- 奥尻町生涯学習センター。
- 観音山崩落の治山工事後、法面にサムーンと呼ばれる壁画（設置負担金約1千9百万円）が設置されたが、現在は撤去された。

## 教訓
この地震では、震源が奥尻島のすぐ近くの海底であった事により、地震発生直後に大津波が来襲したため、情報伝達の迅速化を図っても、震源の地点によっては津波警報がどうしても間に合わない場合がある（技術の限界）という厳しい現実を突きつけられた形となった。さらに、当時の大津波警報の予報文が「高いところでおよそ3 m以上に達する」という曖昧な表現だったため、「（津波は）3メートルくらい」という誤った解釈をした住民が避難せず、津波に巻き込まれて亡くなってしまうケースも出た。そのため、海岸部に居住する人は、大きな揺れを感じたら津波警報を待つことなく、直ちに高台や頑丈な高い建物の上に退避するべきであるという教訓を残した。
一方で、津波警報が間に合わなかったこと、さらに津波の高さについて誤った解釈した住民が多数出たことを受けて、気象庁やNHKでは、さらなる津波情報送り出しの迅速化とともに、予報文の大幅な変更がなされた。特に予報文に関しては、これまでは気象庁から出た予報文をそのまま発表していたが、これに「場所によっては予想より高い津波が襲う」、「津波は第1波よりも第2波以降が高くなることもある」、「津波は何回も襲う」などといった文言が追加された。その教訓が生きたのか、この地震発生の翌年、北海道東方沖地震が発生して、根室市に173 cmという高い津波が押し寄せたが、地震発生後ほどなくして津波警報発表、緊急警報放送が実施され、予報文の文言が追加されたこともあり、結果として津波による犠牲者は、北海道本土では全く出なかった（ただし、択捉島などの北方四島では犠牲者が多数発生）。
地震発生当時は震源に近い奥尻町など、地震計が置かれていなかった市町村が多かったため、これらの市町村では市役所・町村役場職員の体感などで震度を推定する方法が取られていた。そのため、奥尻町が推定震度で報道されていたが、その後全市町村に震度計が設置されることになり、震度計による震度測定に完全移行した。
地震による火災だったにもかかわらず、火災保険にしか入っていない住民が多かったことから、損害保険に対する扱いが大きな問題となった。特に住宅ローンを組む際に火災保険に関する扱い、地震保険に入るか入らないかということが話に出ることなく、地震保険に入らない扱いにされたことが大きな問題になった。
津波予報の迅速化を目的として、津波地震早期検知網と呼ばれる地震観測網の整備が行われた。
津波漂流物のうち港湾施設内に漂着した自動車について、被害程度の確認および撤去に関わる所有者の確認、所有者と保険会社の同意に手間がかかる問題が提起されたが、2011年（平成23年）3月11日の東北地方太平洋沖地震の際には、東日本大震災により生じた災害廃棄物の処理に関する特別措置法（平成23年法律第99号）と処理マニュアルにより処理された。
津波警戒広報活動
奥尻町役場などで地震発生からわずか3 - 4分後には津波を警戒する広報活動の実施を独自判断で行ったが、その後の調べで奥尻島においては警報に基づく住民の避難活動は全域でほとんど見られず、避難・生存した住民は警報発報以前から住民が独自判断で自主避難したことがわかっている。この事例に関する防災の教訓として「屋外設置拡声器の音声が聞き取りづらかったこと」「津波警報が発報する前に第1波が到達し住民が無警戒で被災したこと」などが挙げられている。
避難時に車両を使用しない
避難生存者の地震発生から高台避難終了までの時間に自家用車の使用が寄与した事実は認められておらず、高齢者でもほとんどが徒歩または走っての移動で生還していることから、避難時に車の使用を控えるという「災害文化の徹底」が望まれると北海道南西沖地震東京都調査班報告書は記述している。また、奥尻町立稲穂小学校の当時小学生の児童らによる『体験文集 災害を乗り越えて』では避難時に親の運転する車両に乗車して避難中、車ごと波にさらわれた事例が複数書かれている。
避難時に靴を履く余裕などはまずない
地震津波研究会発行の『津波ハンドブック』には「靴を履いて歩いて逃げましょう」とあるが、地震直後に襲来するような時間的余裕のない津波があり得る以上これは余計なお節介で誤った指示ですらある、と岩手東海新聞（2004年11月29日刊）は強く非難している。
仮設住宅の立地、設備
7月27日よりバス・トイレ付きの1DKで約3年余に渡って応急仮設住宅に暮らすこととなった330世帯899人の被災者からは応急仮設住宅の立地・内装、規模にかかる問題点として「家財道具等の保管場所がない」「仕事に不便」「買い物に不便」「隣家の騒音」｢すきま風｣「敷地の水はけ｣「夏暑く冬寒い｣「音が伝わりやすい｣などの声が挙がっており、これらは後の仮設住宅設置時への問題提起とされた。
島外者の訪問による被災者の再建意欲醸成効果
島外者の災害見舞訪問による被災者の再建意欲醸成報告がなされており、これは被災者の親族・友人・知人のみならず政府関係者などによる訪問でも効果が上がったことが確認されており、特に天皇夫妻のお見舞い訪問が最も効果が高かったことが認められている。

## 自然災害伝承碑
2019年7月、奥尻町内にある北海道南西沖地震の地震津波被害に関する碑4基が自然災害伝承碑として国土地理院のウェブ地図に公開された
- 時空翔 - 青苗岬にある石碑で碑の土台は襲来した津波と同じ高さにまで盛り土されている[36]。
- 慰霊碑（奥尻町初松前地区）

## 関係者
- 定池祐季（さだいけ ゆき）- 東京大学大学院情報学環総合防災情報研究センター(CIDIR)特任助教。人と防災未来センター・リサーチフェロー。北海道大学大学院文学研究科博士後期課程修了、博士（文学）。奥尻島の海から数百mの自宅で被災[37]。
- 泉谷しげる - シンガーソングライター・タレント・俳優。奥尻島の大津波をテレビで目の当たりにしたのがきっかけで、奥尻島の被災者救援のため、日本ユニセフ協会の協賛により、「お前ら募金しろ!!」を合言葉とした「一人フォークライブ」と称した募金活動を日本各地の駅前や商店街などで行った。この活動は1995年の阪神・淡路大震災の際にも行われた。
- 佐藤義則 - プロ野球選手。奥尻町出身で同町に残った親族が被災、叔母が死亡した。翌々年には自身が所属するオリックス・ブルーウェーブの本拠地となる神戸で被災（阪神・淡路大震災）したほか、コーチを務めていた東北楽天ゴールデンイーグルスの本拠地である仙台でも被災（東日本大震災）した。
- 中村征夫 - 水中写真家。取材中、滞在先の民宿にて被災。民宿の女将に靴を履いていたら間に合わないと説得され裸足で避難し九死に一生を得る[33]。
- 麻生直子 - 奥尻島出身の詩人。詩集『奥尻島断章』、ノンフィクション『奥尻 駆け抜ける夏』を執筆した。